# Claudio Muccioli
Claudio Muccioli (* 1958) ist ein san-marinesischer Politiker und ein ehemaliges Mitglied der Partito Democratico Cristiano Sammarinese.
Muccioli ist Arzt, leitet die Abteilung für Arbeitssicherheit (U.O.C. Sicurezza sul Lavoro) der san-marinesischen Sozialversicherung Istituto di sicurezza sociale. und ist Präsident der Antidoping-Kommission des Nationalen Olympischen Komitees von San Marino.
Muccioli wurde 2001 auf der Liste des PDCS erstmals in den Consiglio Grande e Generale, das san-marinesische Parlament gewählt. Bei den Parlamentswahlen 2006 und 2008 wurde er wiedergewählt. Bei den Parlamentswahlen 2012 kandidierte er nicht mehr. In der Amtsperiode vom 1. Oktober 2005 bis 1. April 2006 war Muccioli gemeinsam mit Antonello Bacciocchi Capitano Reggente (Staatsoberhaupt). In der Legislaturperiode von 2008 bis 2012 gehörte er dem Consiglio dei XII und dem Gesundheitsausschuss an.
Muccioli wurde beschuldigt, im März 2011 ein Gefälligkeitsattest für die Schwiegermutter des damaligen Gesundheitsministers Claudio Podeschi ausgestellt zu haben. Er wurde daraufhin wegen Urkundenfälschung angeklagt und von seinem Arbeitgeber der ISS suspendiert. Im März 2015 wurde der Prozess wegen Verjährung eingestellt. Auch der PDCS suspendierte seine Mitgliedschaft.